# 4053 Cherkasov
4053 Cherkasov este un asteroid din centura principală, descoperit pe 2 octombrie 1981 de Liudmila Juravliova.